# Birandra
Birandra is een kevergeslacht uit de familie van de boktorren (Cerambycidae). De wetenschappelijke naam van het geslacht werd voor het eerst geldig gepubliceerd in 2002 door Santos-Silva.

## Soorten
Birandra omvat de volgende soorten:
- Birandra angulicollis (Bates, 1879)
- Birandra antioquensis (Cardona, Santos & Wolff, 2007)
- Birandra cribrata (Thomson, 1861)
- Birandra cubaecola (Chevrolat, 1862)
- Birandra lata (Bates, 1884)
- Birandra latreillei (Santos-Silva & Shute, 2009)
- Birandra pinchoni (Villiers, 1979)
- Birandra tavakiliani Santos-Silva, 2002
- Birandra boucheri Santos-Silva & Lezama, 2010
- Birandra lucanoides (Thomson, 1861)
- Birandra mariahelenae (Santos-Silva, 2002)
- Birandra punctata (White, 1853)
- Birandra silvaini (Tavakilian, 2000)